# La dolce vita
Vous lisez un « bon article » labellisé en 2016.
Pour les articles homonymes, voir Dolce vita (homonymie).
« La Douceur de vivre » redirige ici. Pour la chanson de Johnny Hallyday, voir La Douceur de vivre (chanson).
Pour plus de détails, voir Fiche technique et Distribution.
La dolce vita (prononciation italienne : /la ˈdoltʃe ˈviːta/), sorti initialement en France sous le titre La Douceur de vivre, est un film italo-français réalisé par Federico Fellini et sorti en 1960. Le film a obtenu la Palme d'or au 13e festival de Cannes en 1960, ainsi que l'Oscar des meilleurs costumes de 1962.
Construit comme une succession de petits épisodes, La dolce vita suit Marcello Rubini, un journaliste de presse people interprété par Marcello Mastroianni, au fil d'une semaine de vie mondaine à Rome dans une recherche infructueuse de l'amour et du bonheur. Ce film marque un tournant dans la filmographie de Federico Fellini, faisant suite à trois films proches du néoréalisme : La strada (1954), Il bidone (1955) et Les Nuits de Cabiria (1957). Il inaugure son langage cinématographique personnel qui deviendra, de manière irrévocable, la marque de fabrique « fellinienne » de ses films suivants.
Aujourd'hui considéré comme un classique du cinéma italien et du cinéma en général, il a pourtant été accueilli par le scandale, à sa sortie, du fait de sa description d'une société oisive et débauchée, la dolce vita.

## Synopsis
La dolce vita est composée d'une série d'épisodes en apparence déconnectés. La structure du scénario n'est pas sans rappeler celle des films à sketches chers au cinéma italien et auxquels Fellini a lui-même eu recours plusieurs fois. Situé à Rome en 1959, le film suit, sur ce mode apparemment décousu, les pérégrinations de Marcello Rubini (Marcello Mastroianni), un jeune provincial aux aspirations littéraires, devenu chroniqueur dans un journal à sensations.
L'analyse usuelle du scénario le découpe en un prologue, sept épisodes principaux interrompus par un intermède, et un épilogue, ce qui lui confère une structure fortement symétrique,,. La longueur du film empêche souvent d'en percevoir, lors de la première vision, le caractère extrêmement structuré. À travers des tableaux connectés par la présence de Marcello et de quelques autres personnages-clés, Fellini explore l'intimité, dans le cadre plus large d'un monde en mutation, la société italienne du miracle économique d'après-guerre,,.
Les épisodes présentent chacun une voie qui s'offre à Marcello. Ces voies étant toutes sans issue, à la fin Marcello reste seul, comme tout héros fellinien.

### Prologue - Marcello
Séquence de jour. La première scène présente un hélicoptère transportant une statue du Christ au-dessus d'un ancien aqueduc romain, tandis qu'un second hélicoptère de presse le suit dans le ciel de la ville. Ce dernier est momentanément retardé par un groupe de jeunes femmes en bikini qui prennent un bain de soleil sur le toit d'un immeuble élevé. Marcello mime ensuite une demande de numéro de téléphone, mais ne réussit pas à se faire comprendre et hausse les épaules avant de continuer son chemin en suivant le premier hélicoptère au-dessus de la place Saint-Pierre.

### Épisodes 1 à 4
Épisode 1 - Maddalena
Séquence de nuit. Dans une boîte de nuit « select », Marcello est pris à partie par un homme célèbre photographié contre sa volonté. Il rencontre Maddalena (Anouk Aimée), une femme désœuvrée de la grande bourgeoisie qui, fatiguée de Rome, cherche constamment de nouvelles sensations. Marcello lui explique qu'il trouve que la capitale italienne lui convient, car elle est comme « une jungle où il pourrait se cacher ». Alors qu'ils se promènent en voiture dans la Cadillac de Maddalena, ils décident de raccompagner une prostituée chez elle, en banlieue romaine, et en échange se font prêter sa chambre pour y faire l'amour.
Séquence à l'aube. Après cette nuit avec Maddalena, Marcello Rubini retourne à son appartement, où il se rend compte que sa fiancée, Emma (Yvonne Furneaux), a fait une tentative de suicide. Sur le chemin de l'hôpital, puis en salle de réanimation, il lui déclare son amour éternel, alors qu'elle est encore demi-inconsciente. En attendant qu'elle se remette, il téléphone à son amante bourgeoise.
Épisode 2 - Sylvia

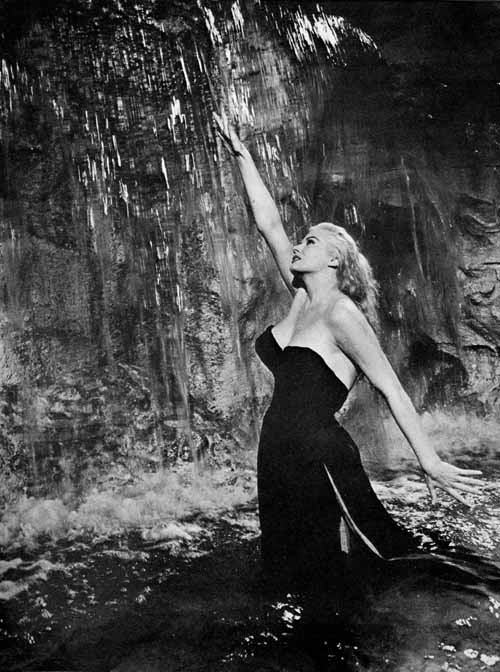
Anita Ekberg dans la fontaine.

Séquence de jour. Marcello couvre l'arrivée à l'aéroport de Sylvia Rank (Anita Ekberg), une célèbre actrice internationale, qui est assaillie par une meute de journalistes. Pendant la conférence de presse de Sylvia, Marcello appelle chez lui pour s'assurer que sa fiancée Emma va bien, et il lui promet qu'il n'est pas seul avec la célèbre actrice. C'est à ce moment que le petit ami de Sylvia, Robert (Lex Barker), entre dans la pièce, complètement ivre. Après la conférence, Sylvia visite, pleine d'énergie, la coupole de la basilique Saint-Pierre, semant les photographes qui la suivent, fatigués par la montée rapide des escaliers. Marcello finit par se retrouver seul avec elle, à admirer le Vatican depuis le sommet de l'édifice.
Séquence de nuit. Marcello danse avec Sylvia dans une boîte de nuit à ciel ouvert. Robert reste à l'écart, dessinant et discutant autour d'une table, mais il fait plusieurs remarques déplaisantes à sa petite amie, ce qui conduit cette dernière à quitter le groupe, suivie avidement par Marcello et ses collègues photographes. Prenant l'actrice à bord de sa voiture, Marcello réussit à se trouver de nouveau seul avec Sylvia. Il cherche vainement un lieu tranquille pour s'y réfugier avec elle, mais ils finissent par errer dans les ruelles de Rome. Trouvant un chaton abandonné en pleine nuit, Sylvia envoie Marcello lui chercher du lait. Lorsque celui-ci revient, il retrouve l'actrice qui s'est avancée tout habillée dans la fontaine de Trevi, et finit par l'y rejoindre. Marcello hésite à embrasser Sylvia, mais il est alors stoppé par la coupure soudaine de l'arrivée de l'eau qui se déversait dans le bassin.
Séquence à l'aube. Au petit jour, Marcello raccompagne enfin Sylvia à son hôtel. Malheureusement pour eux, ils tombent sur Robert, qui les attend dans sa voiture. Jaloux et pris d'une crise de colère, il gifle sa compagne et frappe également Marcello, en présence de plusieurs photographes empressés d’immortaliser l'incident.
Épisode 3a - Steiner
Séquence de jour. Dans une église, Marcello retrouve un ami intellectuel et distingué, Steiner (Alain Cuny), qui lui montre son livre de grammaire du sanskrit. Le spectateur comprend alors qu'il a connu Marcello en d'autres temps, à un moment où celui-ci avait des ambitions littéraires, avant de se fourvoyer dans le journalisme à sensations. Steiner interprète ensuite la toccata de Bach au clavier de l’orgue de l’église.
Épisode 4 - Les deux enfants
Séquence de jour. Marcello, son ami le photographe Coriolano Paparazzo (Walter Santesso) et Emma — la fiancée de Marcello — se rendent en périphérie de Rome pour un reportage sur deux enfants qui ont prétendument vu la Vierge Marie. Bien que le clergé soit officiellement sceptique, une foule de dévots, de curieux, de reporters et de carabiniers se rassemblent sur le site. Au fil des interviews, la famille des enfants se révèle peu scrupuleuse.
Séquence de nuit. L’évènement est diffusé à la radio et à la télévision italiennes, alors que des malades incurables sont étendus sur des civières à même le sol à l'endroit de la supposée apparition mariale. La foule suit aveuglément les deux enfants qui prétendent voir la Vierge à droite et à gauche. Alors qu'une forte pluie s'abat sur les lieux, les enfants finissent par se retirer, et la foule dépouille de ses rameaux un arbre qui aurait soi-disant abrité la Madone.
Séquence à l'aube. Après la forte montée de ferveur religieuse, le jour se lève sur la prise de conscience de l'escroquerie et la détresse des croyants qui s’ensuit. Les dernières personnes restantes veillent le corps d'un des malades, qui est mort pendant la nuit.
Épisode 3b - Steiner
Séquence de nuit. Marcello et sa fiancée Emma assistent à un débat de salon littéraire, dans la luxueuse maison de Steiner. Un groupe d'intellectuels y déclame de la poésie, joue de la guitare, philosophe et écoute des sons de la nature sur un magnétophone. Sur la terrasse, Marcello confesse à son ami Steiner son admiration pour ce qu'il représente, mais Steiner admet qu'il est déchiré entre ce qu'offre la vie matérielle et une vie plus spirituelle, qui aurait le désavantage d'être moins sûre. Il évoque le besoin d'amour, et exprime sa peur de ce que ses enfants devront affronter un jour.

### Intermède - Paola
Séquence de jour. Retiré dans un petit restaurant de plage du littoral romain, Marcello essaye de reprendre l'écriture après une dispute téléphonique avec Emma. Le va-et-vient de la très jeune serveuse Paola (Valeria Ciangottini) le distrait et l'empêche de continuer. Elle lui demande de lui apprendre à taper à la machine.

### Épisodes 5 à 7
Épisode 5 - Le père de Marcello
Séquence de nuit. Marcello rencontre sur la via Veneto son père (Annibale Ninchi), qui est venu visiter Rome. Avec Paparazzo, ils vont au club Cha-Cha-Cha, où Marcello présente à son père Fanny (Magali Noël), une danseuse française, avec laquelle ce dernier commence à flirter, comme s’il était l’homme jeune du groupe.
Séquence à l'aube. Dans l'appartement de Fanny, le père de Marcello a un léger malaise. Marcello voudrait que son père reste à Rome, pour qu'il puisse se remettre et lui donner l'occasion de mieux le connaître, mais celui-ci insiste pour repartir par le premier train.
Épisode 6 - Les aristocrates
Séquence de nuit. Marcello, la chanteuse Nico et d'autres amis rencontrés sur la via Veneto se rendent à un château hors de Rome, où une fête bat déjà son plein. Marcello y retrouve Maddalena, la grande bourgeoise. Ils explorent une maison en ruines annexée au château. Maddalena et Marcello, assis à distance dans deux pièces différentes, se parlent au moyen d'un système d'échos. Maddalena lui demande de l'épouser, tout en avouant qu'elle aimerait aussi continuer à profiter d'autres hommes, mais alors que Marcello lui déclare son amour, un autre homme est déjà en train de l'embrasser et elle ne répond plus. Alors que Marcello la cherche, il se fait entraîner par le groupe, qui s'en va explorer les jardins et les bâtiments, à la recherche de fantômes.
Séquence à l'aube. Épuisé, le groupe revient au château en croisant ceux qui se rendent à la messe.
Épisode 3c - Steiner
Séquence de nuit. Sur une route, de nuit, Marcello et sa fiancée Emma se disputent dans une voiture à l'arrêt. Elle s'en va, il la convainc de revenir, mais ils continuent leur dispute, et il la chasse, avant de partir en voiture. Il revient la chercher à l'aube.
Séquence à l'aube. Marcello et Emma sont enlacés au lit. Marcello reçoit un appel téléphonique. Il se rue vers l'appartement de Steiner, où il apprend que ce dernier s'est suicidé après avoir tué ses deux enfants.
Séquence de jour. Après avoir répondu aux questions de la police, Marcello et le commissaire vont à la rencontre de la femme de Steiner, évitant de lui annoncer l'horrible nouvelle devant les paparazzis qui l'assaillent.
Épisode 7 - Nadia
Cet épisode, à l'époque où est sortie La dolce vita, était qualifié d'« orgie ». De nos jours, il passerait plutôt pour une soirée agitée.
Séquence de nuit. Marcello et un groupe de fêtards investissent une villa de bord de mer, propriété d’un ami de Marcello, Riccardo (Riccardo Garrone), absent de chez lui. Pour célébrer son récent divorce d'avec Riccardo, Nadia (Nadia Gray) entame un striptease. Alors qu'elle est sur le point d'ôter son dernier vêtement, Riccardo apparaît, et tente de mettre tout le monde dehors. Marcello, ivre, provoque et insulte les autres participants.

### Épilogue - Le monstre marin

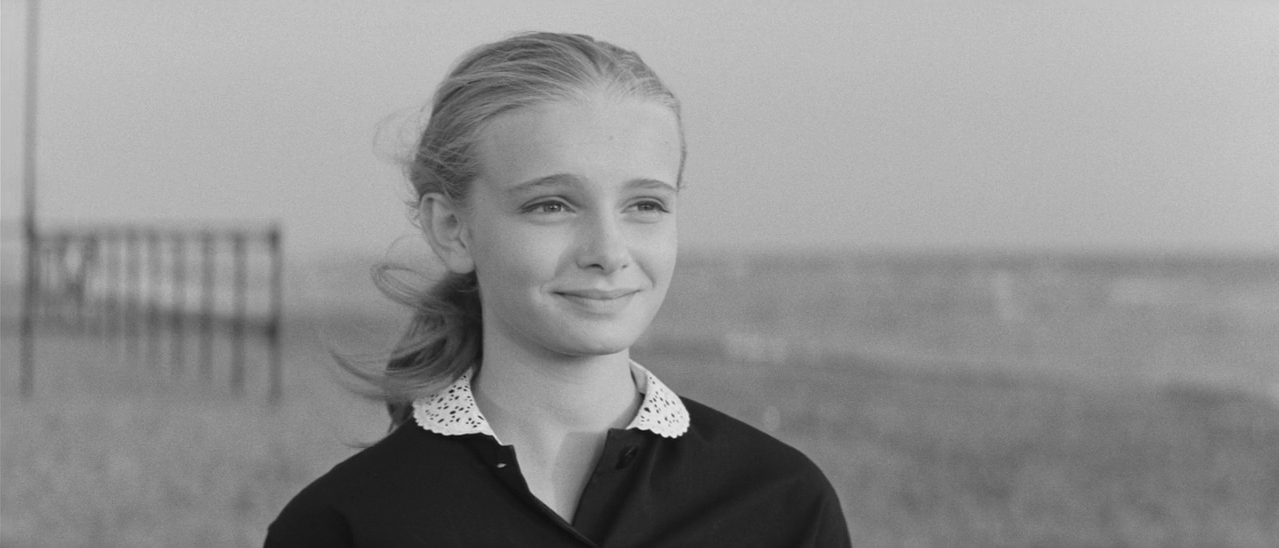
Valeria Ciangottini (Paola) sur la plage de Passoscuro.

Séquence à l'aube. Partant de la villa à l'aube, les noctambules se retrouvent sur la plage, où des pêcheurs tirent un filet qui contient un énorme poisson mort.
Séquence de jour. Après avoir contemplé longuement l'œil glauque du « monstre », Marcello entend une voix l'appeler. C'est Paola, la jeune serveuse du restaurant voisin, rencontrée au moment de l’intermède, qui l'interpelle. Séparé d'elle par l'embouchure d'une petite rivière, Marcello ne peut comprendre ce qu'elle lui dit : le fort bruit des vagues accroît l'impression d'incommunicabilité. Marcello finit par lui tourner le dos pour retrouver le groupe des fêtards. Le film se termine sur un gros plan du visage de la jeune fille qui, après avoir fait un dernier signe à Marcello, tourne lentement sa tête vers la caméra avec un sourire énigmatique.

## Fiche technique
- Titre original : La dolce vita[6] (titre de travail : Via Veneto)
- Titre français : La dolce vita ou La Douceur de vivre
- Réalisateur : Federico Fellini, assisté de Dominique Delouche et Gianfranco Mingozzi
- Scénario : Federico Fellini, Tullio Pinelli, Ennio Flaiano, Brunello Rondi, Pier Paolo Pasolini (non crédité)
- Décors et costumes : Piero Gherardi
- Photographie : Otello Martelli, assisté d'Ennio Guarnieri et Arturo Zavattini
- Son : Agostino Moretti, Oscar Di Santo
- Montage : Leo Catozzo
- Musique : Nino Rota
- Affiche pour la France : Yves Thos
- Production : Giuseppe Amato, Angelo Rizzoli
- Sociétés de production[7] :
  - Italie : Riama Film
  - France : Pathé Consortium Cinéma, Gray-Film
- Sociétés de distribution :
  - Italie : Cineriz (sortie initiale)
  - France : Pathé Consortium Cinéma (sortie initiale)
  - Autres : Columbia Pictures, American International Pictures
- Pays de production :  Italie,  France
- Tournage : du 16 mars 1959 au 27 août 1959
- Langue originale : italien (avec quelques dialogues en anglais, français, allemand)
- Format : noir et blanc - 35 mm - 2,35:1 (Totalscope) — son mono (Western Electric)
- Genre : chronique dramatique
- Durée : 174 minutes[c]
- Dates de sortie :
  - Italie : 5 février 1960
  - France : 11 mai 1960 (Festival de Cannes et sortie nationale concomitante)
- Classification :
  - Italie : Interdit aux moins de 14 ans[6]

## Distribution
- Marcello Mastroianni (VF : Roland Ménard) : Marcello Rubini
- Anita Ekberg : Sylvia
- Anouk Aimée (VF : elle-même) : Maddalena
- Yvonne Furneaux (VF : Jacqueline Ferrière) : Emma
- Magali Noël (VF : elle-même) : Fanny
- Alain Cuny : Steiner
- Annibale Ninchi (VF : Richard Francœur) : le père de Marcello
- Walter Santesso : le photographe Coriolano Paparazzo[a]
- Valeria Ciangottini : Paola
- Lex Barker : Robert
- Riccardo Garrone (VF : Jean Claudio) : Riccardo
- Nadia Gray : Nadia
- Polidor : le clown
- Adriano Celentano : le chanteur de rock
- Cesare Miceli Picardi : l'homme irrité au night-club
- Rina Franchetti : la mère des miraculés
- Giulio Girola : le commissaire Lucenti
- Renée Longarini : madame Steiner
- Franca Pasut : la fille couverte de plumes
- Giò Stajano : Pierone
- Nico : elle-même
- Dominot : le danseur travesti
- Archie Savage : un danseur noir
- Alfredo Rizzo : le réalisateur de télévision
- Gloria Jones : Gloria
- Giulio Questi : don Giulio Mascalchi
- Giuliana Lojodice : la femme de chambre chez Steiner
- Laura Betti : Laura (non créditée)
- Lily Granado : Lucy
- Adriana Moneta : Ninni, la prostituée
- Daniela Calvino : Daniela (non créditée)
- Enzo Cerusico : journaliste photographe
- Enzo Doria : journaliste photographe
- Mino Doro : amant de Nadia
- Ida Galli : débutante de l'année
- Oscar Ghiglia : un proxénète
- Franco Giacobini : le journaliste au téléphone
- Enrico Glori : admirateur de Nadia
- Sondra Lee : la danseuse de Spolete (description du rôle sans doute fausse)
- Gino Marturano : un proxénète
- Gianfranco Mingozzi : le jeune prêtre chez Steiner
- Giulio Paradisi : journaliste photographe
- Leonida Repaci : une invitée chez Steiner
- Jacques Sernas (V.F. : Roger Rudel) : jeune premier
- Iris Tree : une invitée chez Steiner

## Contexte
La dolce vita s'inscrit par bien des aspects dans son époque. Film de transition dans la carrière de Fellini, c'est aussi le film d'une époque-charnière, entre l'après-guerre et l'ouverture à d'autres modes de vie. Le contexte social est celui du boom économique, le contexte politique est celui du poids de la Démocratie chrétienne, et le contexte culturel au cinéma est celui de la fin du néoréalisme.

### Le miracle économique italien

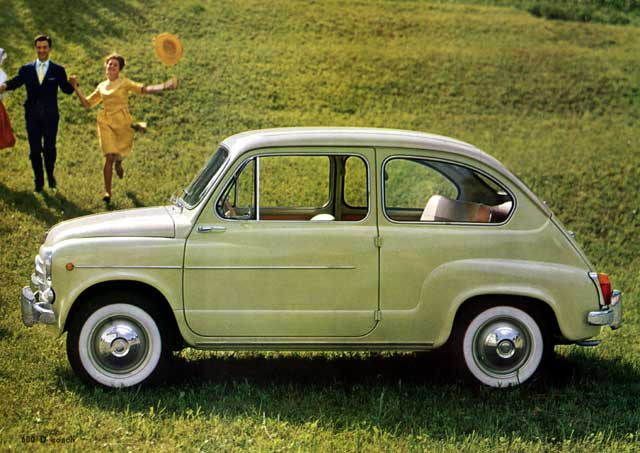
Image publicitaire pour la Fiat 600 D : le bonheur par la voiture.

À la fin des années 1950, la croissance économique déplace les préoccupations des Italiens, de la survie consécutive à une terrible guerre perdue vers les plaisirs immédiats. La consommation se développe, c'est la fin des privations. Rome devient le centre de l'exhibition du mode de vie bourgeois. Le traité de Rome de 1957 scelle la paix retrouvée et constitue le début de l'intégration européenne. Les Jeux olympiques de Rome en 1960 marquent alors le retour de l'Italie sur la scène internationale.
Rome devient aussi un second Hollywood, un « Hollywood-sur-Tibre », car les coûts de production des films sont plus bas à Cinecittà qu'aux États-Unis, ce qui fait que les coproductions italo-américaines se multiplient, et que la via Veneto est de plus en plus fréquentée par les vedettes américaines. Les frasques de la société mondaine, dans le monde des cafés et des cabarets, et dans cette nouvelle Babylone, sont scrutées par des journalistes, que l'on ne nomme pas encore paparazzis.
Les films de la veine néoréaliste racontaient l'après-guerre de la misère, par exemple Fellini avec sa description du monde minable des arnaques dans Il bidone, ou Luchino Visconti, avec ses personnages de vagabond et de femme qui se prostitue à son mari dans Les Amants diaboliques (Ossessione). On parle ensuite de « néoréalisme rose » pour la veine qui décrit toujours la réalité sociale, mais cette fois de façon plus souriante.

### La censure

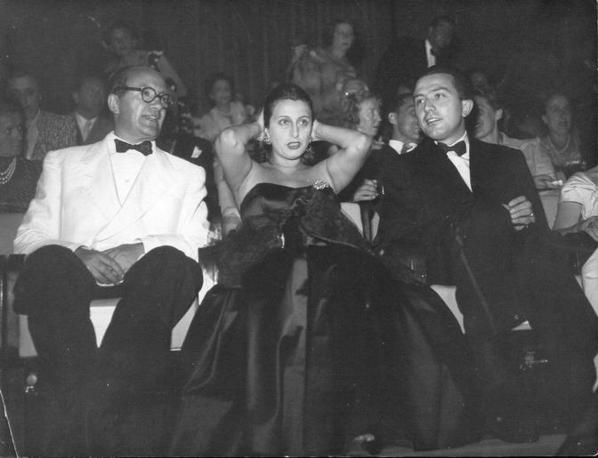
Giulio Andreotti et le cinéma : ici à la Mostra de 1947 avec Giovanni Ponti et Anna Magnani.

Le cinéma italien, c'est aussi une longue histoire de cache-cache avec la censure. En 1910, le ministre de l'Intérieur peut déjà interdire des films. La loi fasciste du 24 octobre 1923 va être reconduite, à quelques nuances près, en contradiction avec les principes de la Constitution républicaine entrée en vigueur le 1er janvier 1948.
À la fin des années 1950, l'influence du Vatican se fait toujours sentir, malgré l'article 7 de la Constitution italienne en vigueur, qui proclame la séparation de l'Église et de l'État, et l'article 21 qui consacre la liberté de la presse,.
Le président du Conseil, Giulio Andreotti, joue un rôle ambigu. D'un côté, il soutient une politique de coproductions ambitieuses avec d'autres pays (la France en particulier), la distribution des films italiens, et des manifestations culturelles comme la Mostra de Venise : en 1955, l'industrie italienne du cinéma est la seconde au monde derrière celle des États-Unis. D'un autre côté, à travers censures, boycotts de films, établissement de listes noires de cinéastes de gauche, il agit sur les contenus. La Démocratie chrétienne organise des campagnes de presse. Fellini est bien vu des milieux conservateurs et mal vu des communistes, mais La dolce vita va inverser la situation.
Malgré cette réaction politique en Italie, l'époque est aux bouleversements politiques et moraux : on voit émerger à l'international les figures de Kennedy, Khrouchtchev et Jean XXIII. Tullio Kezich parle de « seconde libération » : une libération des mœurs après la libération militaire de 1945. La dolce vita est le signe annonciateur de cette libération.
Toujours est-il que la censure est encore bien là : La dolce vita est saisie, coupée et remise en circulation en 1960 en même temps que Rocco et ses frères de Luchino Visconti, Les Adolescentes d'Alberto Lattuada et Ça s'est passé à Rome de Mauro Bolognini. L'avventura de Michelangelo Antonioni est saisie, puis remise en circulation sans coupure. À sa sortie en Italie, La dolce vita est interdite aux mineurs de 18 ans ; il en sera de même en France. L'Espagne, sous la coupe de Franco jusqu'en 1975, ne pourra pas voir le film avant 1981.

### Le néoréalisme

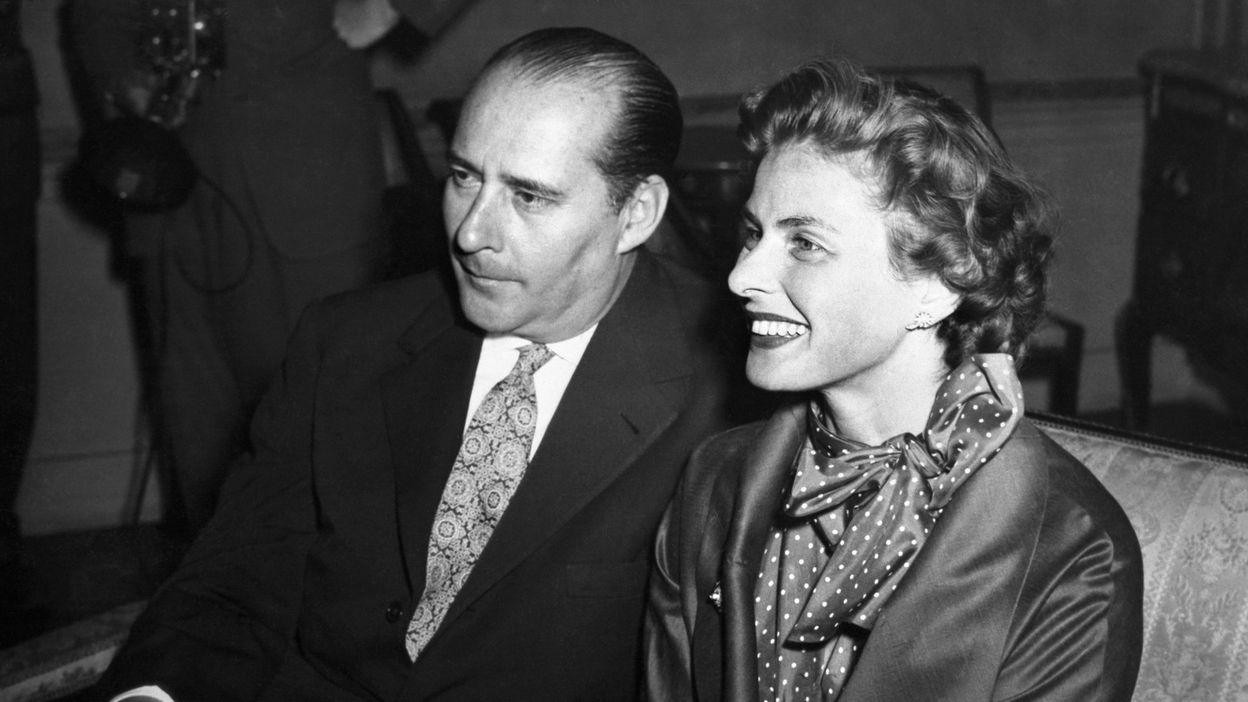
Roberto Rossellini en compagnie d'Ingrid Bergman.

Le néoréalisme, au cinéma, est un mouvement qui s'étale, selon les critiques, de 1943 au milieu des années 1950, ou au début des années 1960. Il présente le quotidien tel qu'il est, en adoptant une position moyenne entre scénario, réalité et documentaire, et en utilisant les « gens de la rue » à la place d'acteurs professionnels, en romançant en quelque sorte la « vraie vie ». La pénurie de moyens pour les films hors de la ligne fasciste, puis pour tous les films après la Libération, contraint à tourner dans la rue. Les studios de Cinecitta abritent des réfugiés, la pellicule manque. Les longs métrages s'acclimatent aux lieux authentiques : cela devient une sorte de code stylistique du néoréalisme qui va puiser dans ces contraintes, réelles ou apparentes, une incontestable qualité de vérité.
La collaboration entre Fellini et Roberto Rossellini, un des maîtres du néoréalisme, est déterminante. Rosselini propose à Fellini de participer au scénario de Rome, ville ouverte (1945). En 1946, Fellini est son assistant sur le tournage de Païsa. Rosellini fait jouer Fellini dans L'amore (1948) et l'associe au scénario des Onze Fioretti de François d'Assise. Fellini collabore aussi avec d'autres réalisateurs du néoréalisme, notamment Alberto Lattuada, qui lui confie la mise en scène, puis la co-réalisation avec Les Feux du music-hall (1950). Fellini continue en réalisant ses propres films : Le Cheik blanc (1952), Les Vitelloni (1953), La strada (1954), Il bidone (1955), Les Nuits de Cabiria (1957). Tous ces films appartiennent à la veine néoréaliste.
Avec La dolce vita, Fellini passe, selon Serge July, « du néoréalisme au réalisme visionnaire, comme il passera ensuite du réalisme visionnaire à l'onirisme ». Pour Edouard Dor, « avec ce film, Fellini abandonne le néoréalisme et l'utilisation de décors naturels en faveur d'un subjectivisme prononcé et les tournages en studio ». Pour Dominique Delouche, l'assistant de Fellini, le passage au studio, et à la réalité inventée, constitue un retour à son passé de dessinateur caricaturiste. Pour Alberto Moravia, La dolce vita emprunte aux différentes veines, en fonction des besoins : « Du point de vue stylistique, La dolce vita est très intéressante. Bien qu'il reste en permanence à un haut niveau expressif, Fellini semble changer de manière en fonction du sujet des épisodes, dans une gamme de représentations qui vont de la caricature expressionniste au néoréalisme le plus sec. »

## Production et réalisation

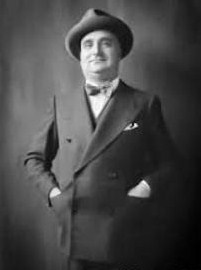
L'homme d'affaires Angelo Rizzoli.

### Production
La dolce vita est une coproduction italo-française. Le film est tourné entre le printemps et l'été 1959.
Dino De Laurentiis, le producteur initial, avance 70 millions de lires. Néanmoins, un désaccord provoque la rupture, et Fellini doit chercher un autre producteur, qui puisse rembourser l'avance de Dino De Laurentiis. Ce sont finalement Angelo Rizzoli et Giuseppe Amato qui sont retenus. Giuseppe Amato, enthousiasmé par l'idée d'un film dont le cadre est la via Veneto, insiste pour que le film s'appelle Via Veneto. Angelo Rizzoli, lui, n'aime pas ce film ultramoderne, mais se laissera convaincre par Amato.
Les rapports entre Fellini et Rizzoli sont courtois et restent cordiaux, même si le budget est un peu dépassé. L'un des postes dont le coût est le plus important est la reconstruction de la via Veneto en studio. Selon le critique et biographe Tullio Kezich, le coût de ce film, qui rapportera plus de 2 milliards de lires en quelques années, n'aurait pas dépassé 540 millions de lires, un budget raisonnable pour ce type de film.

### Scénario
Fellini avait imaginé en 1954 une suite de son film Les Vitelloni, sous le titre Moraldo in città (« Moraldo à la ville »), qui n'a jamais été tournée, mais constitue la graine d'où germera La dolce vita. La décision au printemps 1958 de relancer le projet vient de Dino De Laurentiis, qui juge encore bon le scénario, qui dort dans un tiroir depuis avant le tournage de La strada. À l'origine, Marcello devait donc s'appeler « Moraldo », comme le personnage des Vitelloni, qui quitte sa province pour aller à Rome à la fin du film.

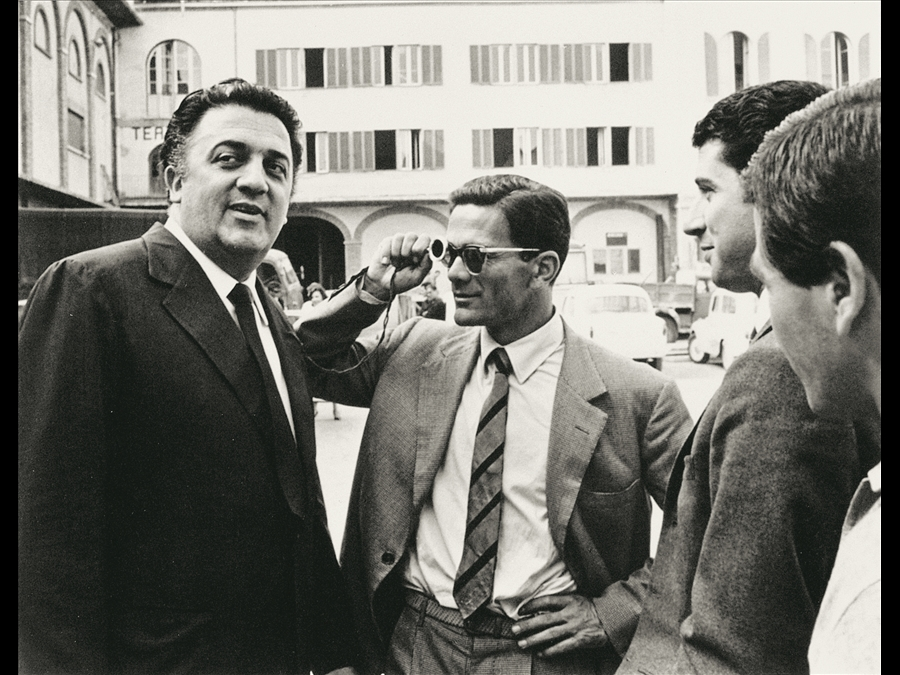
Federico Fellini et Pier Paolo Pasolini.

Federico Fellini, Tullio Pinelli et Ennio Flaiano ont écrit le scénario ; on retrouve ces trois noms au scénario de presque tous les films de Fellini entre Les Feux du music-hall (1950) et Juliette des esprits (1965). Tullio Pinelli et Federico Fellini se sont rencontrés en 1946 et ont déjà collaboré à de nombreux scénarios, comme celui du Miracle, le second segment de L'amore de Roberto Rossellini (1948). Ennio Flaiano connaît lui aussi Fellini depuis longtemps, 1939, puisqu'il contribue au journal Omnibus à l'époque où Fellini travaille pour le Marc'Aurelio,. Bien qu'ayant collaboré au scénario de La dolce vita, Pier Paolo Pasolini ne figure pas à son générique : il fait partie des nombreuses personnes auxquelles Fellini demande leur avis, leur faisant faire un tour dans sa voiture et ne les libérant que lorsqu'il a obtenu la réponse à ses problèmes. Brunello Rondi aide à la définition du personnage de Steiner.
Un des motifs de la rupture entre De Laurentiis et Fellini est le scénario, que le producteur trouve trop chaotique. Par ailleurs, il veut faire disparaître le personnage de Steiner, en particulier à cause de l'assassinat de ses propres enfants, élément qu'il juge malsain. De Laurentiis transmet le scénario à Ivo Perilli, Gino Visentini et Luigi Chiarini, qui tous trois donnent un avis négatif.
Comme souvent dans les réalisations de Fellini, le scénario, provisoire, subit des métamorphoses importantes au fil de l'œuvre, et se remodèle autour des personnages et des situations. Deux scènes, complètement absentes du scénario original, sont complètement « improvisées » : la fête des nobles au château et le « miracle » des enfants, au milieu d'une foule de croyants, de forces de l'ordre et de militaires. Le critique de cinéma Tullio Kezich rapporte que Fellini s'oppose à la publication du scénario, justement parce qu'il reste bien peu de choses du document original. Fellini affirme que le film ne trouve sa physionomie que sur l'écran, mais se laissera néanmoins convaincre par l'argument que le scénario est intéressant justement parce qu'il montre la base de départ du travail du réalisateur.
Le récit est agencé en grands blocs autonomes. Pour Jean Gili, La dolce vita est un film charnière, par l'abandon de la narration linéaire au profit d'une mosaïque, qui ne prend de sens que lorsqu'elle est envisagée dans son ensemble. Fellini dit : « Il faut créer une sculpture à la Picasso, la casser en morceaux et la recomposer selon notre caprice. »

### Scènes
Les différentes scènes sont tirées de la réalité. Fellini dit : « Mes collaborateurs et moi-même n’avons eu qu’à lire les journaux pour trouver des éléments de documentation passionnants ».
La scène d'introduction, qui présente une statue du Christ transportée en hélicoptère, reproduit un reportage de la Rai du 1er mai 1956, où des statues avaient été transportées en hélicoptère à Milan pour y être restaurées. D'après l'historien Julien Neutres, le passage de la figure sacrée dans les nouveaux quartiers en construction de Rome fait allusion à des scandales immobiliers qui avaient impliqué la société immobilière du Vatican.
Au début du film, Marcello et Coriolano Paparazzo volent des images à des convives qui se rebiffent, comme le reporter romain Tazio Secchiaroli, qui se fit agresser le 14 août 1958 par l'ex-roi Farouk, alors qu'il le mitraillait de flashes.

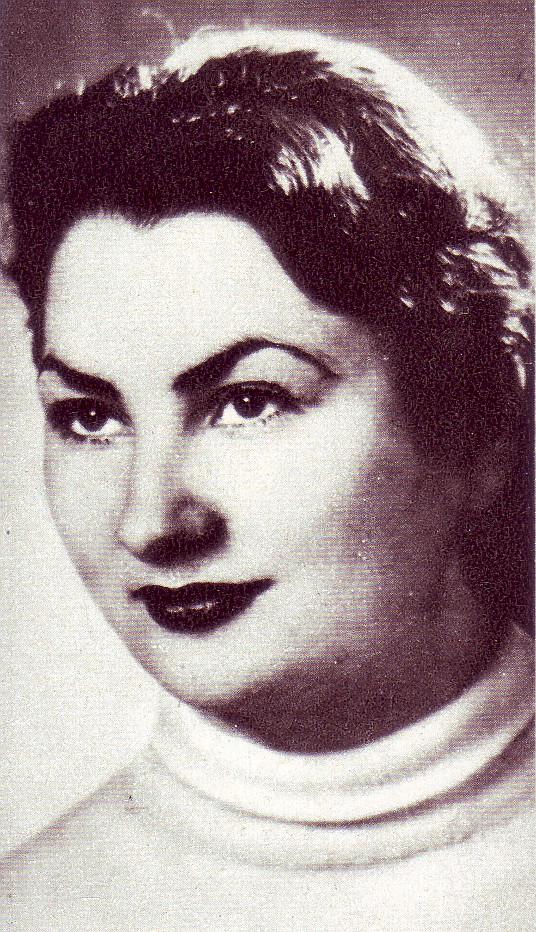
Wilma Montesi.

Julien Neutres explique que la scène de la fontaine s'inspire d'un reportage photographique de Pierluigi Praturlon dans la Rome antique. Anita Ekberg s'était blessée au pied, et Pierluigi Praturlon l'avait fait poser, en robe blanche, le pied nu dans la fontaine de Trevi pour se soulager, puis entièrement avancée dans le bassin de la fontaine ; les photos en seront publiées dans Tempo illustrato en août 1958. Tullio Kezich remarque que cette scène en rappelle une autre : en 1920, pendant leur lune de miel, Zelda Fitzgerald se jette dans la fontaine de l'Union Square à New York, et Scott, pour en faire autant, sautera dans celle de l'hôtel Plaza.
L'épisode du faux miracle s'inspire d'un reportage de Tazio Secchiaroli de juin 1958, sur l'apparition de la Madone à deux enfants dans une localité proche de Terni. Secchiaroli participe au tournage de la scène du faux miracle et dit que l'atmosphère de cet épisode est proche de celle qu'il a vécue lorsqu'il est arrivé dans cette petite localité d'Ombrie.
Le meurtre par Steiner de ses propres enfants, suivi par son propre suicide, est imaginé par le scénariste Tullio Pinelli. Celui-ci a été à l'école avec Cesare Pavese, et avait été touché par sa fin tragique.
L'épisode de la fête dans la villa au bord de la mer s'inspire sans doute de l'affaire Montesi. En 1953, le corps de Wilma Montesi, âgée de 21 ans, est découvert sur la plage d'Ostie. On pense qu'elle a été tuée lors d'une orgie dans une propriété aristocratique proche. Une des personnes apparues dans l'enquête est Piero Piccioni, le fils du ministre des Affaires Étrangères Attilio Piccioni. Pendant le procès, qui débuta en 1957, des faits de drogue, de fêtes et d'escapades sexuelles ont filtré dans la presse.

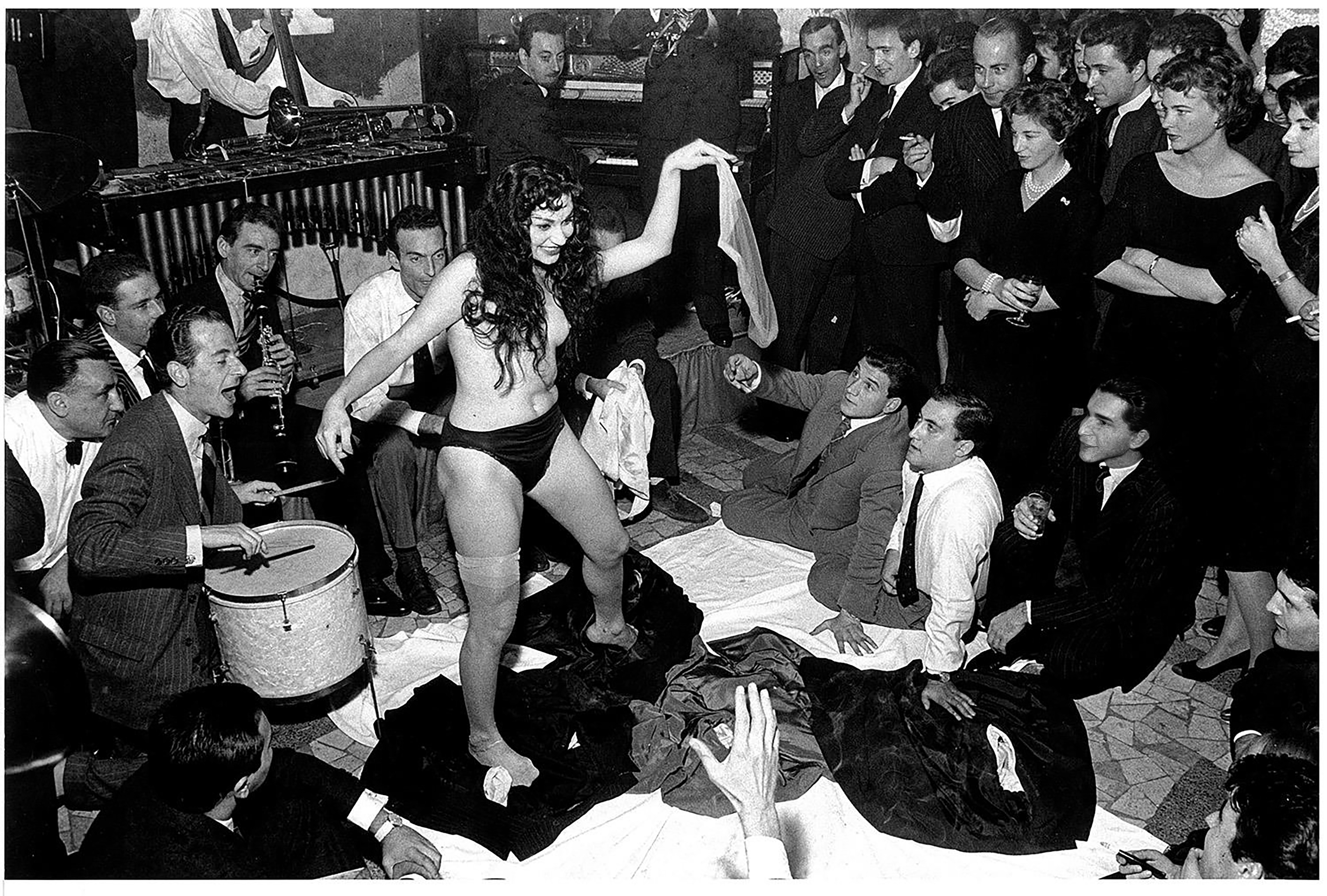
Le strip-tease d'Aïché Nana.

Le strip-tease de Nadia fait allusion à un strip-tease de l'actrice turque Aïché Nana au restaurant Rugantino du Trastevere en 1958, au milieu de la jet-set, scandaleux à l'époque et immortalisé par des photos de Tazio Secchiaroli et d'autres reporters.
La scène du monstre marin évoque un fait divers : un horrible poisson d'une espèce inconnue s'est échoué sur la plage Miramare de Rimini au printemps 1934. Federico Fellini en fait un dessin, publié par la Domenica della Corriere le 23 avril 1934.
Deux épisodes prévus dans le scénario ne figurent pas dans le film :
- Un de ces épisodes présente une fête sur des hors-bords à Ischia, qui se termine de façon tragique, une jeune fille étant brûlée vive à cause d'une fuite de gazole d'un des hors-bords. Cet épisode est mis de côté avant même le début du tournage du film, même si l'idée plaisait beaucoup à Fellini, car le producteur Rizzoli avait un faible pour l'île d'Ischia. Le réalisateur n'a pas voulu tourner un épisode très onéreux, et la fin de la jeune fille brûlée aurait atténué le tragique de la mort de Steiner.
- L'autre épisode, resté inédit, montre Marcello faisant lire son roman à Dolorès, une écrivaine. Cet épisode coupé par Fellini fait doublon avec le personnage de Steiner. Les difficultés du contrat avec Luise Rainer, qui devait interpréter Dolorès, ont fini par convaincre Fellini de couper cette séquence.

Une fin alternative a aussi été tournée. Dans celle-ci, à la sortie de la villa des fêtards, Marcello ivre est laissé seul par les autres participants. Si Fellini avait monté cette fin, il aurait dû supprimer la rencontre entre Marcello et Paola, qui n'aurait plus eu de sens.

### Personnages
Tous les épisodes figurant dans le film ont été inspirés au cinéaste par des faits et des gens réels.

#### Marcello
Pour Serge July, Marcello est un journaliste « people » en crise existentielle. Il erre de fête en fête, de femme en femme. Entre ses frasques et ses articles futiles, il rêve de littérature et d'art. Selon Tullio Kezich, « il aime et déteste à la fois le milieu dans lequel il vit, il est juste assez déraciné pour manquer se perdre à chaque instant, et juste assez sensible pour avoir de brusques sursauts » ».
Les critiques voient généralement en Marcello un « double » de Federico Fellini. Selon Àngel Quintana, « L'identification n'est pas totale, mais, malgré le décalage, il est évident qu'il y a quelque chose de lui dans ce Moraldo débarqué à Rome à la fin des années trente, poussé par le désir de découvrir les plaisirs occultes de la capitale ».
Alessandro Ruspoli, dit « Dado », roi de la « dolce vita » romaine, a par ailleurs été une source d'inspiration pour Federico Fellini.
Enfin, selon Fellini, le personnage de Marcello s'inspire aussi d'un journaliste, Gualtiero Jacopetti, lequel, venu de la presse à scandales, réalisera ensuite des documentaires-choc, les fameux mondos.

#### Paparazzo

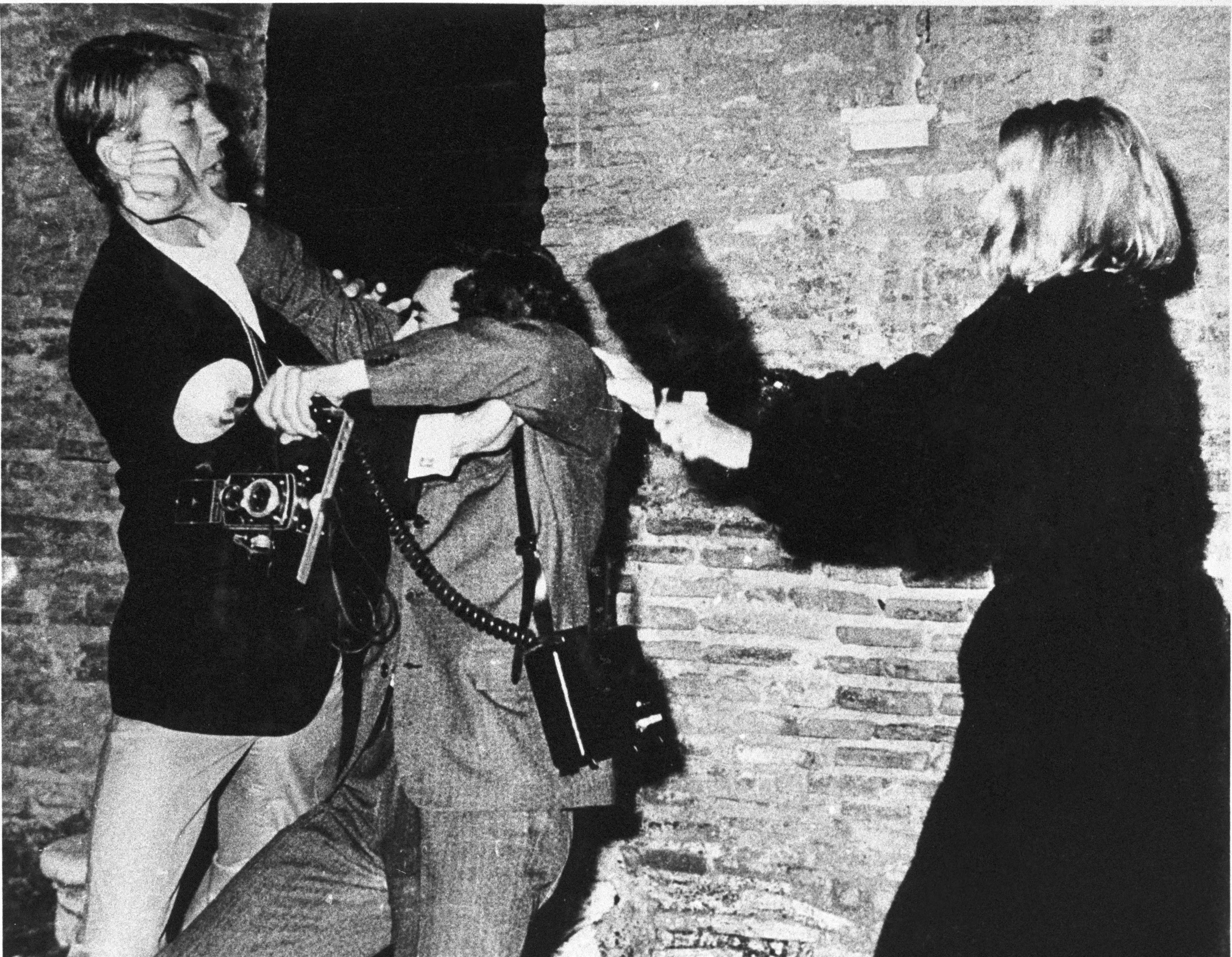
Mickey Hargitay frappe le paparazzi Rino Barillari sur la via Veneto en 1963.

Le mot paparazzi (désignant les photographes de presse qui ont pour domaine de prédilection la vie privée des célébrités) trouve son origine dans le film La dolce vita. En effet, le héros Marcello est souvent accompagné d'un jeune photographe du nom de Coriolano Paparazzo (joué par Walter Santesso). C'est de ce nom que dérivera par la suite le mot paparazzi, pluriel de paparazzo en italien. Le personnage du jeune photographe avait entre autres été inspiré de Tazio Secchiaroli (1925-1998), un des plus grands photographes italiens du XXe siècle,.
Il existe diverses théories sur l'origine exacte du nom Paparazzo. Selon la première, véhiculée par Robert Hendrickson dans son livre Word and Phrase (Mot et Phrase en français), le réalisateur Federico Fellini se serait inspiré d'un mot provenant d'un dialecte italien, et signifiant un bruit désagréable comme le vol d'un moustique. Cette étymologie a été proposée en interprétation à une phrase dite par Fellini lors d'une interview avec le magazine Time : « Paparazzo … suggests to me a buzzing insect, hovering, darting, stinging » (c'est-à-dire Paparazzo me fait penser à un insecte bourdonnant, survolant, dardant, piquant).
Selon une seconde explication, qui n'est pas incompatible, et qui a été soutenue par la femme de Federico Fellini, Giulietta Masina, dans une entrevue donnée à l'hebdomadaire Oggi après la sortie du film, c'est elle-même qui lui aurait suggéré ce nom, composé à partir de « pappataci » (« petits moustiques ») et « ragazzi » (« jeunes hommes »).
La dernière théorie existante, et également une des plus diffusées, est due à Ennio Flaiano, l'un des scénaristes du film. Créateur du personnage de Paparazzo, il explique qu'il en a trouvé le nom dans un livre de voyages écrit en 1901 par le romancier britannique George Gissing (1857-1903) : By the Ionian Sea. Dans cet ouvrage, narrant le voyage de l'auteur en Italie du Sud sur la côte de la mer Ionienne, et traduit en italien par Margherita Guidacci sous le titre de Sulla riva dello Jonio, apparait un certain Coriolano Paparazzo qui est le propriétaire de l'auberge de la ville de Catanzaro dans laquelle George Gissing séjourne. Cette version est aujourd'hui soutenue par de nombreux professeurs et étudiants en littérature, à la suite de la parution en 2000 de A Sweet and Glorious Land: Revisiting the Ionian Sea, écrit par John Keahey et Pierre Coustillas,. Coriolano Paparazzo est né à Catanzaro le 9 septembre 1849 de Fabio Paparazzo et Costanza Rocca sous le nom de Coriolano Stefano Achille Paparazzo. Il décède le 3 février 1899, à peine deux ans après avoir rencontré Gissing.

#### Sylvia
Sylvia est le prototype de la star dont la presse à scandales relate les moindres faits et gestes.
Lorsque, pendant la conférence de presse, on lui demande dans quelle tenue elle dort, c'est une allusion directe à Marilyn Monroe qui, à la même question, avait répondu « juste quelques gouttes de No 5 », ce qui signifiait en fait qu'elle dormait nue.
Les disputes entre Sylvia et Robert, son compagnon, sont une allusion aux disputes entre Anita Ekberg elle-même et son mari Anthony Steel, dévoilées par la presse. L'actrice avait demandé que le personnage s'appelle Sylvia et non Anita, justement pour que le film n'apparaisse pas comme une satire de sa vie privée.
Lorsqu'elle est habillée en cardinal, c'est une allusion à Ava Gardner.

#### Le père de Marcello
Le père de Federico Fellini, Urbano, meurt en 1956. Fellini, qui s'est éloigné de son père à cause de sa récente gloire internationale, va consacrer un épisode teinté de culpabilité à la figure du père.
Fellini avait écrit en 1957 avec Tullio Pinelli un projet de film, Voyage avec Anita, dérivé de son expérience personnelle : son père s'étant un jour trouvé mal, il s'était rendu à son chevet en urgence ; le médecin l'ayant rassuré, il est alors parti manger, et c'est au restaurant qu'on lui apprit la mort de son père.
Voyage avec Anita aurait dû raconter le parcours de Guido (rôle prévu pour Gregory Peck), et de son amante Anita (jouée par Sophia Loren) vers le chevet de mort du père de Guido. Finalement, ce film sera réalisé par Mario Monicelli, avec Giancarlo Giannini dans le rôle de Guido, et Goldie Hawn dans celui d'Anita ; il sortit en 1979.

### Choix des interprètes

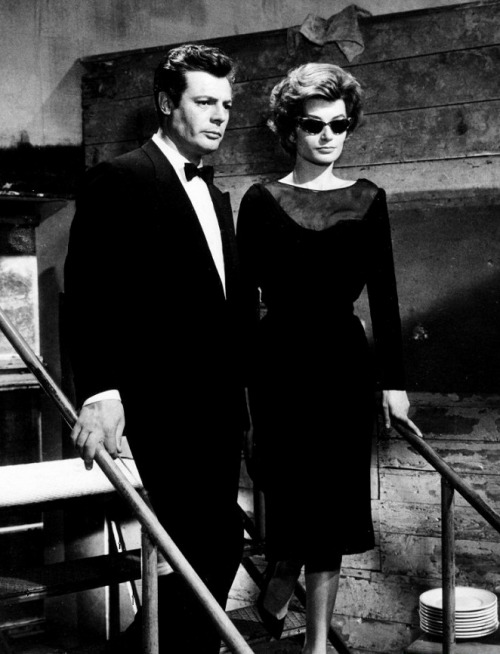
Marcello Mastroianni et Anouk Aimée.

Afin de garantir par sa seule présence le succès sur le marché international, Dino De Laurentiis veut dans le premier rôle un acteur célèbre américain ou français, comme Paul Newman ou Gérard Philipe. Au contraire, Fellini porte son choix sur un acteur italien, Marcello Mastroianni, encore inconnu dans le monde du cinéma, et fait remplacer « Moraldo » par « Marcello » comme nom du personnage principal. La rupture entre De Laurentiis et Fellini a porté essentiellement sur ce choix de Marcello Mastroianni, que De Laurentiis ne considérait pas comme adapté pour le rôle.
Les divers changements de calendrier provoquent le désistement de divers acteurs retenus, en particulier des Américains, sur lesquels Fellini comptait beaucoup. Parmi ceux-ci figure Maurice Chevalier, qui devait incarner le père de Marcello Rubini, joué finalement par Annibale Ninchi, que Mastroianni considèra plus crédible dans le rôle de son père dans le film, et qui ressemblait à Urbano Fellini, le père du réalisateur.
Le personnage de Steiner est confié à Alain Cuny, retenu parmi une cinquantaine d'acteurs potentiels. Fellini se rend d'abord à Milan pour proposer le rôle à l'écrivain Elio Vittorini, mais celui-ci refuse. Henry Fonda, pressenti, abandonne, mettant en difficulté Fellini, qui le considère comme le mieux taillé pour ce rôle. Le réalisateur pense également à Peter Ustinov. Le choix final se fait finalement entre Alain Cuny et Enrico Maria Salerno. C'est Pier Paolo Pasolini, invité à une projection privée, qui arbitre en faveur d'Alain Cuny, le comparant à une « cathédrale gothique ».
La distribution devait également faire appel à Luise Rainer dans le rôle de l'écrivaine Dolorès, mais l'épisode a été coupé à la fois pour des raisons de scénario, et à cause des rapports difficiles entre Fellini et l'actrice. Luise Rainer n'était pas d'accord avec le cadre de vie du personnage proposé par Fellini, et le désaccord a empiré lorsque surgirent des difficultés liées au contrat de l'actrice.
De nombreux essais sont également faits pour le rôle d'Emma, la compagne délaissée de Marcello. La napolitaine Angela Luce est pressentie, car, selon Tullio Kezich, le réalisateur veut donner « un poids vulgaire et charnel explicite », mais le choix de Fellini se porte finalement sur l'actrice française Yvonne Furneaux, contre l'avis de nombreux collaborateurs.
Fellini ne réussit pas à engager Silvana Mangano ni Edwige Feuillère dans le rôle de Maddalena, la bourgeoise perverse, ni Greer Garson dans le rôle de Nadia, qui fait le strip-tease.
La chanteuse et modèle Nico (Christa Päffgen) et un tout jeune Adriano Celentano font une de leurs premières apparitions au cinéma dans ce film, ainsi que l'actrice et chanteuse Liana Orfei, qui ne sera toutefois pas créditée au générique.

### Décors
La majeure partie des scènes est tournée en studio. Environ 80 décors sont mis en place. Dans certains cas, la reproduction des lieux a une précision quasiment photographique, comme dans le cas de la via Veneto, reconstruite dans le théâtre 5 de Cinecittà, ou l'intérieur de la coupole de la basilique Saint-Pierre.

#### Via Veneto

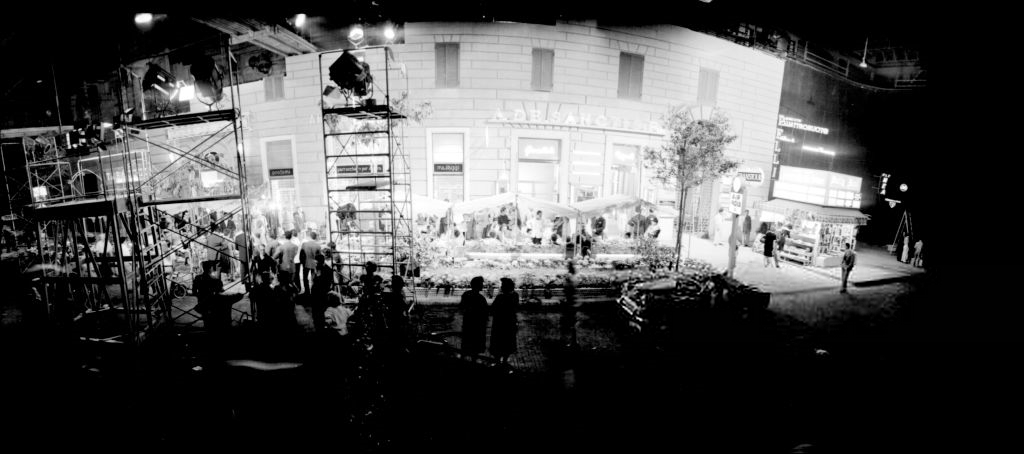
La via Veneto reproduite sur le plateau 5 des studios Cinecittà.

La via Veneto, une des plus célèbres artères de Rome, s'est affirmée dès l'entre-deux-guerres comme le cœur mondain et intellectuel de Rome. Elle devient, devant la caméra de Fellini, un personnage à part entière de La dolce vita servant de liant aux différents tableaux. C'est là que les personnages se croisent et que les soirées débutent.

« Je sais naturellement que, depuis La dolce vita, on lie obstinément mon nom à la via Veneto, à la vie plus ou moins mondaine qui s'y déroule la nuit. […] J'ai inventé dans mon film une via Veneto qui n'existe pas du tout, je l'ai élargie et modifiée, avec une liberté poétique jusqu'à ce qu'elle prenne la dimension d'une fresque allégorique. Il est un fait que la via Veneto s'est transformée après La dolce vita, qu'elle a accompli des efforts considérables pour devenir telle que je l'ai représentée dans mon film. »

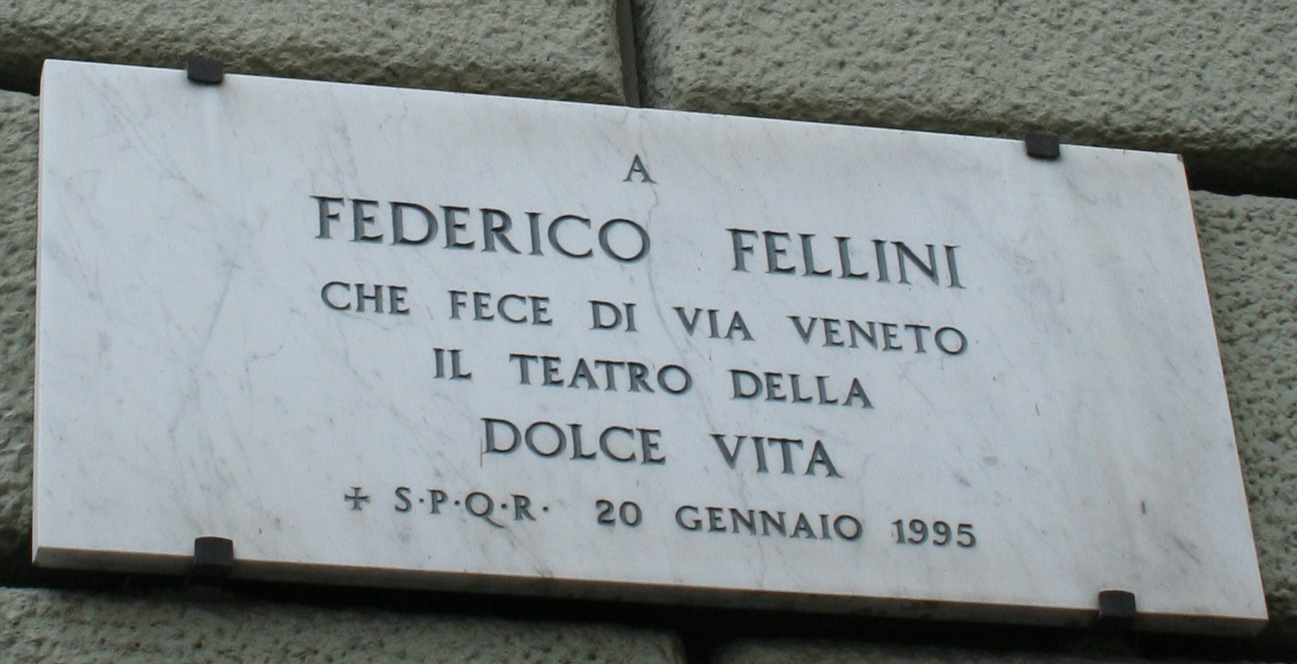
Plaque-hommage via Veneto : « À Federico Fellini qui fit de la via Veneto le théâtre de La dolce vita ».

Fellini voulait tourner sur les lieux réels, mais les contraintes imposées par la police, et les difficultés créées par les passants, l'ont obligé à la reconstruire en studio : « L'architecte Piero Gherardi commença à tout mesurer et me construisit un bon morceau de via Veneto dans le studio 5 de Cinecittà. La rue construite correspondait dans les moindres détails, à une exception près : elle n'était pas en pente. »

#### Appartements de la prostituée et d'Emma
L'extérieur de l'appartement de la prostituée est tourné à Tor de' Schiavi dans le quartier Centocelle, tandis que l'intérieur, inondé, est filmé dans la piscine de Cinecittà.
L'appartement d'Emma, la compagne de Marcello, est créé dans un souterrain des bâtiments prévus pour l'EUR de 1942 (Exposition universelle de Rome), qui n'a pas eu lieu à cause de la guerre.

#### Épisodes avec Sylvia

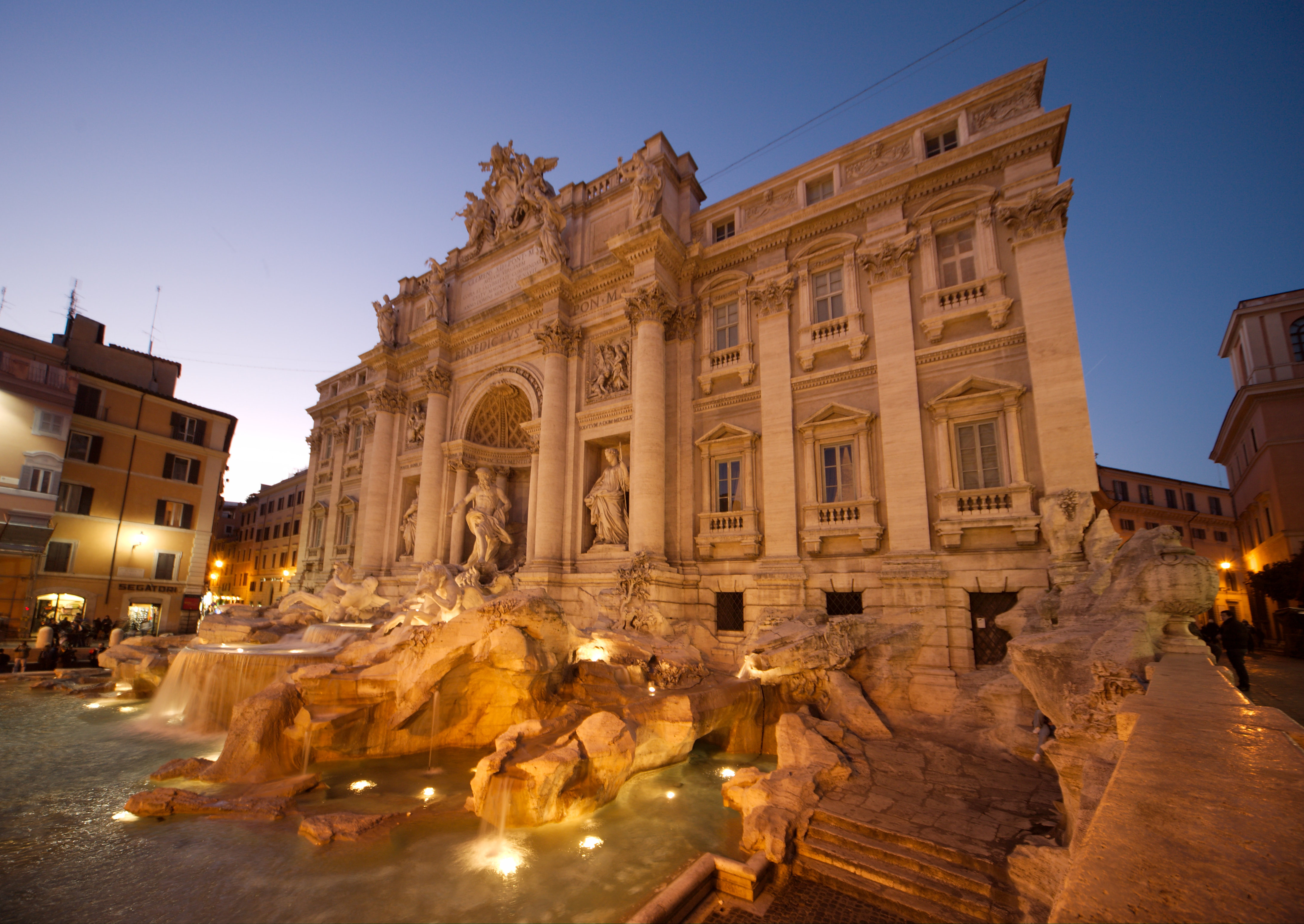
La fontaine de Trevi.

Marcello accueille la star à l'aéroport de Ciampino, qui est à l'époque le plus important aéroport de Rome. Il l'accompagne ensuite dans une ascension au pas de course dans la coupole de la basilique Saint-Pierre, reconstruite en studio.
Sylvia danse dans un night-club à ciel ouvert construit aux thermes de Caracalla.
La scène où les personnages incarnés par Anita Ekberg et Marcello Mastroianni se retrouvent un soir dans le bassin de la fontaine de Trevi avec de l'eau jusqu'à mi-cuisses est devenue une scène culte du cinéma.

#### Rencontres avec Steiner

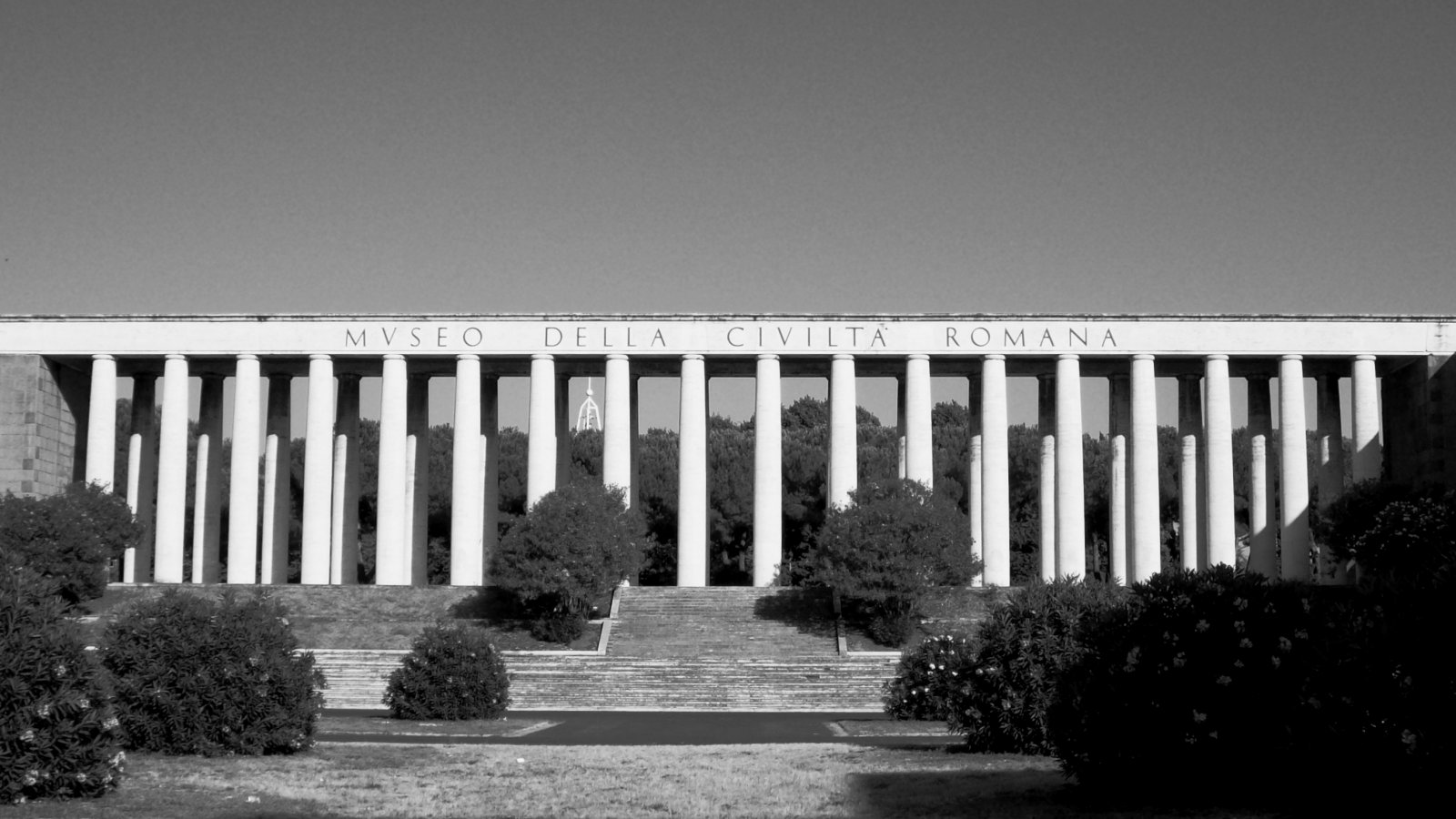
Colonnade d'un des bâtiments du quartier de l'Exposition universelle.

L'appartement de Steiner se trouve dans le quartier de l'Exposition universelle, comme en témoigne une vue d'ensemble depuis son séjour, où l'on voit le « champignon » caractéristique (un château d'eau doublé d'un restaurant panoramique).
Pour des raisons pratiques, les extérieurs sont tournés sur la place, devant la basilique San Giovanni Bosco, proche des studios de Cinecittà. Les bâtiments, à peine terminés à l'époque des prises de vue, sont conçus dans le style du rationalisme, comme également le quartier de l'Exposition universelle.
L'église où Marcello et Steiner discutent avant que ce dernier n'interprète à l'orgue la célèbre Toccata et fugue en ré mineur de Jean-Sébastien Bach est l'église Nostra Signora del Santissimo Sacramento e dei Santi Martiri Canadesi.

#### Maison de Maddalena, faux miracle, cabaret
Le cabaret où Marcello emmène son père est installé aux thermes d'Acque Albule des bains de Tivoli. La piscine privée de Maddalena correspond en fait à l'extérieur de ces thermes. Le terrain plat où la scène de la foule du faux miracle est tournée se trouve à deux pas de ces thermes.

#### Château des nobles
La séquence de la fête dans la famille noble a été tournée au palais Giustiniani Odescalchi de Bassano Romano, qui s'appelait à l'époque Bassano di Sutri, dans la province de Viterbe.
Après la fête, les invités explorent une maison abandonnée proche du palais : il s'agit de La Rocca, un ancien pavillon de chasse.

#### Plage et villa voisine
La plage de la scène du restaurant avec Paola, puis de la scène finale, où des pêcheurs ramènent un monstre marin dans leurs filets, et où Marcello dit au revoir à Paola, est en fait Passoscuro, près de Fregene, une petite station à 30 kilomètres au nord de Rome. Des pins ont été plantés sur la plage spécialement pour les prises de vues.
Après avoir visité une vingtaine de maisons à Fregene pour y tourner la fête finale, Fellini décide de faire construire ce décor à partir de rien par Piero Gherardi. Celui-ci s'inspire d'une maison populaire qu'il a vue auparavant à Bagni di Tivoli. L'extérieur de la scène de la fête est tourné dans la pinède de Fregene.

### Costumes

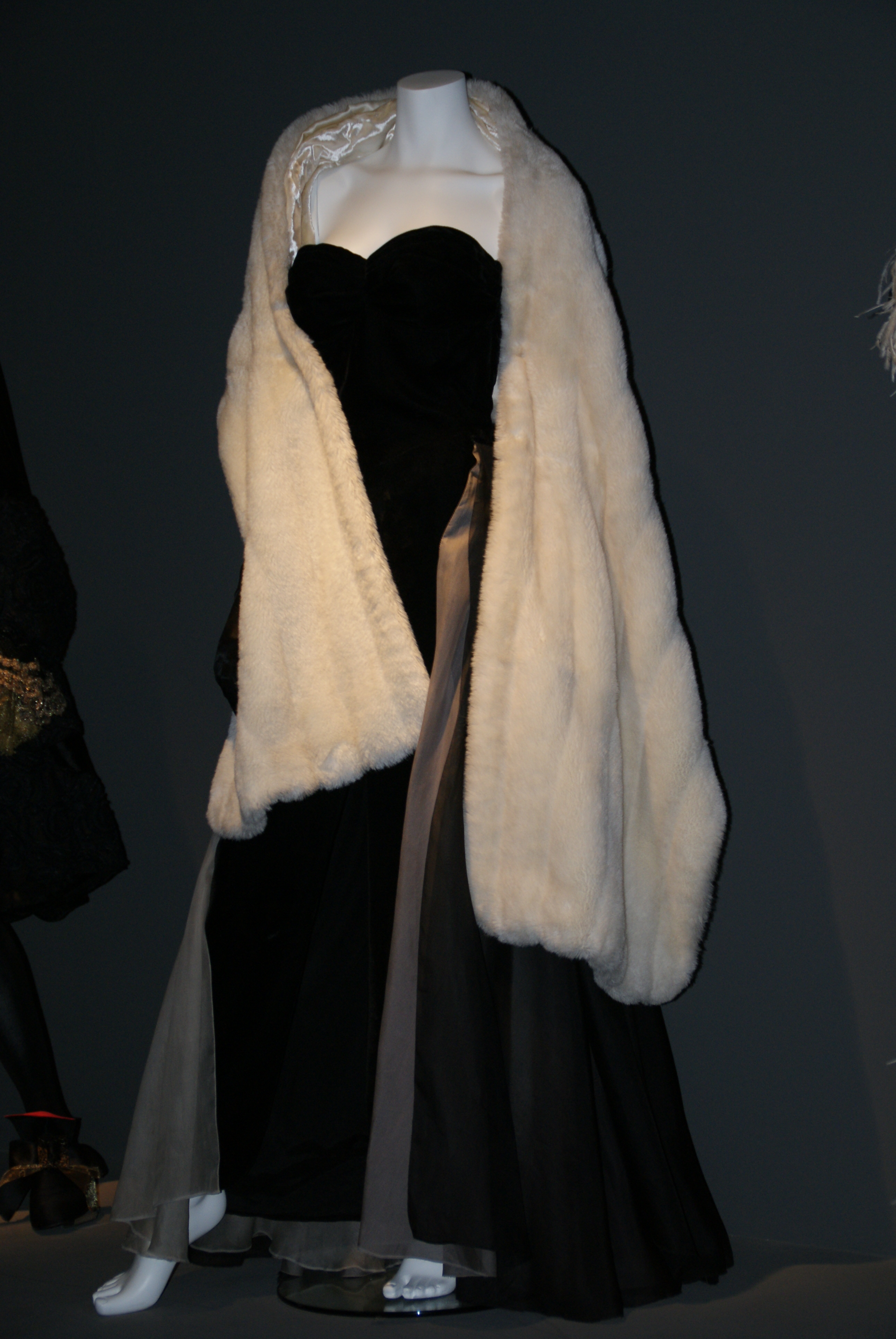
La robe d'Anita Ekberg, exposée à Cinecittà.

Piero Gherardi donne un aspect unique au film non seulement par ses décors, mais aussi par ses costumes. Ce sont ces derniers qui lui valent un Oscar en 1962.
Marcello Mastroianni exprime sa masculinité nonchalante dès la première scène ; on le reconnaît immédiatement comme un « latin lover ». Il porte des costumes étroits, des smokings ajustés, des cravates fines ou des nœuds papillon. Il revêt des lunettes de soleil de nuit comme de jour. Dans la scène finale, il apparaît dans un costume blanc avec une chemise noire, comme si cette tenue aux couleurs inversées révélait sa fragilité.
Anouk Aimée, dans le rôle de Maddalena, est aussi élégante que dépravée. Elle porte de petites robes noires. Elle aussi se cache derrière des lunettes noires même la nuit, qui inspirent plus tard Tom Ford lorsqu'il crée ses lunettes de soleil retro et les nomme « Anouk ».
La robe d'Anita Ekberg dans la scène de la fontaine défie la gravité. Elle la porte avec une étole de vison blanche. Quant à la robe qui imite la tenue d'un prêtre, elle avait été créée par les sœurs Fontana pour Ava Gardner en 1956.

### Musique
On a dit et répété que le cinéma de Fellini est inséparable de la musique de Nino Rota, et de fait, les deux hommes sont plus qu'amis, presque frères. Pour donner une ambiance, et faire ressentir le contexte, la musique est jouée en playback sur le décor. Dans le cas de La dolce vita, dans l'esprit de Fellini, tous les morceaux joués sur le plateau sont destinés à finir dans la bande son du film. Le thème principal du film alterne différents motifs musicaux. Nino Rota y cite Les Pins de Rome d'Ottorino Respighi.
Alain Cuny joue à l'orgue la Toccata et fugue en ré mineur de Bach.
Au night club avec le père de Marcello, Polidor nous offre une de ces scènes poétiques de clown dont Fellini était friand. Il joue à la trompette une valse lente de Nino Rota, Parlami di me, restée célèbre (au début, Fellini avait prévu Charmaine, dont la version par Mantovani était célèbre en Italie).
Adriano Celentano chante aux thermes de Caracalla Ready Teddy, rock rendu célèbre en 1956 par Little Richard. Autre air extrêmement connu à l'époque, Patricia du « roi du mambo » Pérez Prado s'entend à deux reprises : dans le restaurant au bord de la plage et lors de la scène du strip-tease.
Fellini renonce à utiliser Mackie Messer de Kurt Weil, pressenti pour figurer dans la bande originale du film, les droits étant trop élevés.

### Tournage

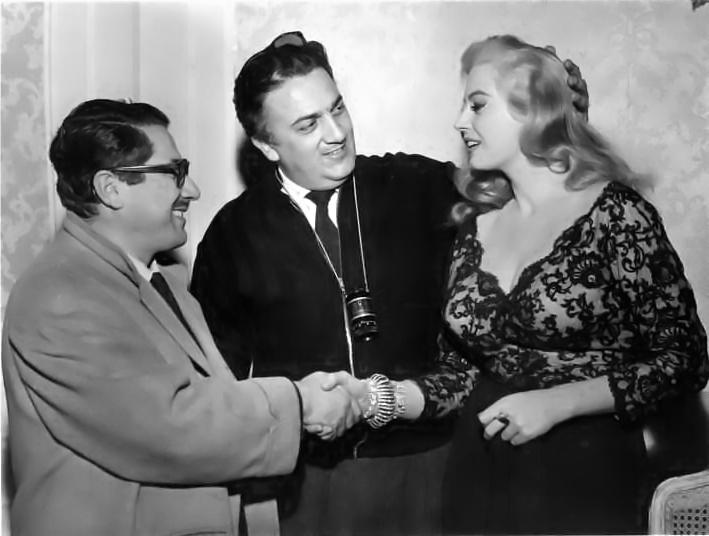
Ennio Flaiano, Federico Fellini et Anita Ekberg lors d'une pause pendant le tournage du film.

Clemente Fracassi est directeur de production. Tullio Kezich rapporte qu'il a du mal à suivre les constants changements imposés par Fellini.
Otello Martelli est à la photographie. Le film est tourné en Totalscope, une variante italienne du CinemaScope, avec un ratio de 2,25 pour 1, en noir et blanc.
Les prises de vue débutent à Cinecittà le 16 mars 1959 à 11 h 35 avec l'aide réalisateur Gianfranco Mingozzi à la régie. La scène est celle où Anita Ekberg monte les marches étroites à l'intérieur de la coupole de Saint-Pierre, reconstruite sur le plateau 14 de Cinecittà.
Les acteurs jouent chacun dans leur langue maternelle.
La scène célèbre de la fontaine de Trevi est tournée un soir de mars,,. Anita Ekberg n'a pas de problème à rester dans l'eau pendant des heures ; en revanche, Marcello Mastroianni, en accord avec Fellini, avant de tourner pour supporter le froid, enfile une combinaison de plongée sous les vêtements et boit une bouteille de vodka. Le tournage de cette scène dure une dizaine de jours et est suivi à la fois par les badauds et la presse, ce qui fait dire à Julien Neutres que Fellini invente le « teasing » en créant un véritable évènement autour de son film.
Un autre moment délicat pour la santé des acteurs est celui du tournage de la scène du faux miracle : des centaines de figurants sont copieusement arrosés à la lance à incendie afin de simuler une pluie battante.
Les prises de vues se terminent en août 1959. En six mois, ce sont 92 000 mètres de pellicule qui sont filmés.

### Post-production
Leo Catozzo commence le montage à la mi-septembre, avec l'aide d'Angelo Rizzoli. Ce monteur expérimenté a déjà monté La strada et Les Nuits de Cabiria pour Fellini. En même temps, les voix de tous les comédiens sont doublées et Nino Rota compose la musique originale. Giuseppe Amato essaye d'interférer pour couper les scènes les plus sujettes à controverse par peur des conséquences.
Après le montage, il ne reste que 5 000 mètres de pellicule, soit quatre heures de film, réduites à trois avec des coupes,. Par cette durée exceptionnelle, le film s'apparente aux entreprises les plus démesurées du cinéma et constitue un grand tableau descriptif, là où Fellini n'avait voulu composer qu'une série d'anecdotes.

## Accueil

### Le scandale
Lors de la première projection du film au Capitol de Milan le 5 février 1960, le public trouve le film trop long, peu amusant, et surtout immoral. Lors de l'« orgie » finale, les gens quittent la salle en protestant à haute voix. À la fin, le film est sifflé malgré quelques applaudissements. Quand il descend les marches du balcon, Fellini reçoit un crachat. Marcello Mastroianni est insulté : « lâche, clochard, communiste ! ». Le lendemain, la foule s'amasse devant le cinéma et en brise les portes de verre pour voir le film avant qu'il ne soit interdit par la censure. Le phénomène s'étend aux autres villes et le film fait des records d'entrée à Rome et à Milan,.
Des critiques très dures fusent de tous les bords politiques. Dans Il Secolo d'Italia, les fascistes titrent « Sifflets mérités à Milan ! Honte ! ». Le 9 février, le parlement italien juge utile de se réunir pour discuter de la valeur morale de l'œuvre. Le Centre catholique du cinéma interdit à tout catholique d'aller le voir, l'Action catholique romaine et L'Osservatore Romano demandent à ce qu'il soit renvoyé devant la censure. Ce journal officiel du Vatican publie une série d'articles non signés sous le titre La sconcia vita (« La vie répugnante ») ; cette tribune est plus tard attribuée au futur président de la République italienne, Oscar Luigi Scalfaro, qui ne dément pas. Les catholiques risquent l'excommunication s'ils voient le film, attisant encore plus la curiosité. Des pères jésuites de San Fedele qui n'ont pas montré d'hostilité pour le film sont réprimandés, interdits d'antenne, de parler de cinéma ou mutés. Le film est défendu par le parti socialiste et le parti communiste. Pendant les mois qui suivent, le débat envahit la presse,.

Alors que les catholiques voient dans La dolce vita un film décadent, certains intellectuels de gauche y ont vu une manifestation profonde du catholicisme italien et de sa morale. Aussi bien Pier Paolo Pasolini, dans sa critique du film publiée dans Filmcritica, qu'Italo Calvino dans Cinema Nuovo écrivent que La dolce vita est un film idéologique catholique. Pasolini dit que La dolce vita est « le plus élevé et le plus absolu modèle du catholicisme » des dernières années. Calvino juge que l'épisode du suicide de Steiner « montre à quels résultats de non-vérité peut amener une construction à froid de film à ossature idéologique ». Pasolini loue en même temps un contenu culturel de grande importance : 

« C'est une œuvre qui compte dans notre culture, qui marque une date, et en tant que telle elle est fondamentale. »

### Accueil critique en France
La critique française est plus modérée :

« Le témoignage est là, sur un monde pourri. Fellini, en pleine possession de son génie, nous flanque par la vue cette œuvre qui est considérable. La Comédie humaine aussi a ses longueurs, cela n’empêche nullement Balzac d’être un génie. Fellini est un de nos monstres sacrés, sans doute le plus grand, le plus important du cinéma. La dolce vita est un monument. On peut n’en pas aimer toutes les perspectives, on peut chicaner des détails, on ne peut en nier la force, ni l’utilité. »

— Michel Duran, Le Canard enchaîné, 18 mai 1960

« Une somme : la galerie de portraits, comme la suite de séquences, apparemment sans rapport, font plus d’une fois songer à Balzac (…). Mais beaucoup plus qu’une peinture de la société son film est une quête au sens philosophique du terme, un constant interrogatoire. »

— Henry Chapier, Combat, 12 mai 1960

« Les héros ne sont plus les êtres plats et simplets du fait divers brutal, ils fascinent et repoussent, irritent et émeuvent à travers le regard que Fellini jette sur eux. C’est le regard de l’archange punisseur : plein de colère mais plein de piété. La dolce vita, c’est le sermon que ferait à ses pêcheurs un prédicateur qui aurait préféré la caméra à l’éloquence. »

— France Roche, France-Soir, 12 mai 1960

« Ce qui manque à La dolce vita c’est la structure d’un chef-d’œuvre. Le film n’est pas construit, il n’est qu’une addition séduisante de plus ou moins grands moments de cinéma (…). Au vent de la critique, La dolce vita se démantèle, s’éparpille, il ne reste qu’une suite d’actualités plus ou moins extraordinaires qu’aucun élément fort ne lie et ne conduit à une signification générale… ce qui est pourtant le but avoué du film. »

— Jacques Doniol-Valcroze, France Observateur, 19 mai 1960

« Pour moi, cette "Douceur de vivre" évoque d’abord L'Âge d'or. J’ai été bien heureux que le Festival m’ait valu la présence de Luis Buñuel et que cet ami très cher m’ait permis de vérifier mon propre jugement. Il est allé pendant deux jours répétant ses louanges et s’étonnant de ne pas trouver à La dolce vita plus d’admirateurs. Buñuel disait en substance qu’on suscite mieux la pureté en montrant les monstres (qui vous dégoûtent) que la pureté (qui peut écœurer). »

— Georges Sadoul, Les Lettres françaises, 14 mai 1960

### Succès commercial
Après quinze jours de projection, les recettes du film couvrent déjà les frais du producteur. Celles-ci atteignent le milliard de lires après trois ou quatre semaines de programmation, dépassant le milliard et demi après deux mois. À la fin de la saison cinématographique 1959-1960, ce sont les meilleures rentrées de l'année en Italie, avec 13 617 148 entrées totalisant 2 220 716 000 lires.
Les recettes totales en Amérique du Nord s'élèvent à 19 millions de dollars. Non seulement le film obtient la Palme d'or au festival de Cannes, mais il fait aussi une belle carrière commerciale en France, avec 2 956 094 entrées. Le film enregistre également environ 5 millions d'entrées en Allemagne de l'Ouest.

### Distinctions

#### Récompenses
- Festival de Cannes 1960 : Palme d'or[60]
- Prix David di Donatello 1960 : Meilleur réalisateur pour Federico Fellini
- Ruban d'argent 1961 :
  - Meilleur acteur principal pour Marcello Mastroianni
  - Meilleur sujet pour Federico Fellini, Tullio Pinelli et Ennio Flaiano
  - Meilleurs décors et meilleure scénographie pour Piero Gherardi
- Oscars 1962 : Meilleure création de costumes dans un film en noir et blanc pour Piero Gherardi
- NYFCC Awards 1961 : Meilleur film étranger

#### Nominations
- BAFTA Awards 1961 : Meilleur film - toutes provenances
- Oscars 1962 :
  - Meilleur réalisateur pour Federico Fellini
  - Meilleur scénario original pour Federico Fellini, Tullio Pinelli, Ennio Flaiano et Brunello Rondi
  - Meilleure direction artistique dans un film en noir et blanc pour Piero Gherardi
- Grammy Awards 1962 : Meilleur album de musique composée pour le cinéma ou la télévision pour Nino Rota

## Analyse
La dolce vita a fait couler beaucoup d'encre et suscité de très nombreuses analyses, parfois morales, esthétiques, sociologiques, psychologiques et philosophiques.
Pour J. M. G. Le Clézio en 1971, La dolce vita est avant tout la peinture de la « décadence » de la société occidentale : « Corrompue, débauchée, ivre, grimaçante, la société que nous fait voir Fellini est en complète décadence. Mais elle ne l'est pas inconsciemment : Fellini est le plus impitoyable témoin du pourrissement du monde occidental. ».
Pour Peter Bondanella, Fellini ne s'arrête pas à la dénonciation de la décadence et de la corruption, il est plus intéressé par le potentiel de renaissance que cette situation apporte à l'artiste. Cédant la parole à Fellini : « Je trouve que la décadence est indispensable à la renaissance… Je suis donc heureux de vivre à une époque où tout chavire. C'est une époque merveilleuse, précisément parce que de nombreux idéologies, concepts et conventions sont renversés… Je ne le vois pas comme un signe de la mort de la civilisation, mais au contraire comme un signe de vie. ».
Pour Tullio Kezich, il n'y a pas de jugement moral ni de dénonciation politique dans La dolce vita. Les personnages ne sont ni bons ni mauvais, ainsi derrière l'horrible faux miracle il y a une authentique tension spirituelle, derrière l'aspect de statues de cire des nobles il y a une aura de dignité. La dolce vita est ambigüe parce qu'il y a la conscience que tout jugement humain est fortuit ou réversible. Pour Jean Gili aussi, « le cinéaste ne joue pas les moralistes, il s'aventure dans des territoires inconnus, là où les monstres sont assoupis ». Fellini lui-même se voit plus comme un « complice » de ses personnages que comme un « juge ».
Pour Tony McKibbin, le film parle de la confrontation de la perte des valeurs au besoin de l'amour. L'amour est ici à la fois l'amour charnel, le sentiment amoureux, l'amour filial, l'amour pour ses enfants. La « douce vie » serait en fait une « douce nausée ». Fellini dit, faisant allusion à un prêtre qui a vu le film : « Il y a un prêtre qui a trouvé une assez bonne définition de La dolce vita. Il a dit : C'est quand le silence de Dieu tombe sur les gens. »